# Łyszczynkowate

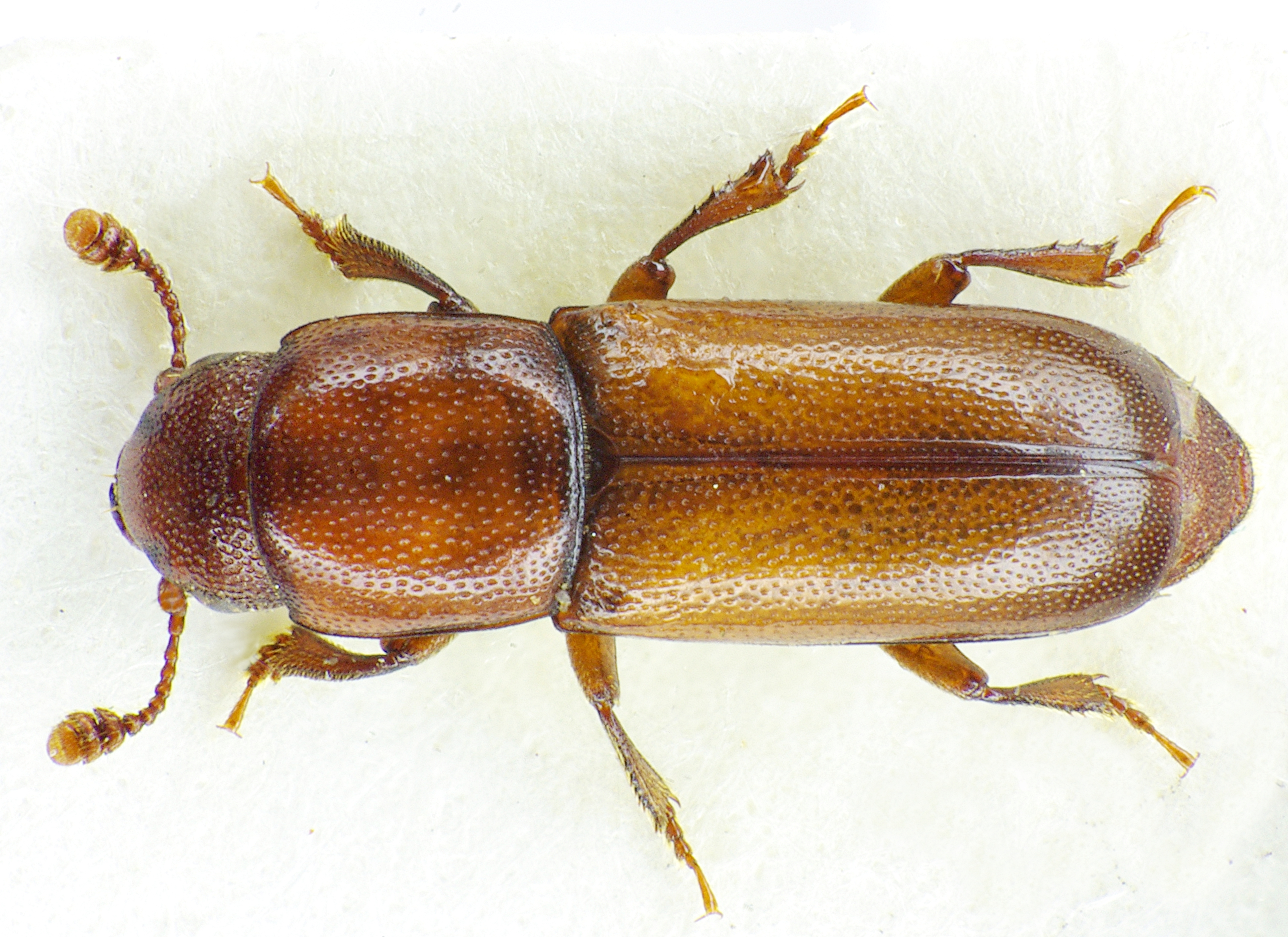
Pityophagus ferrugineus

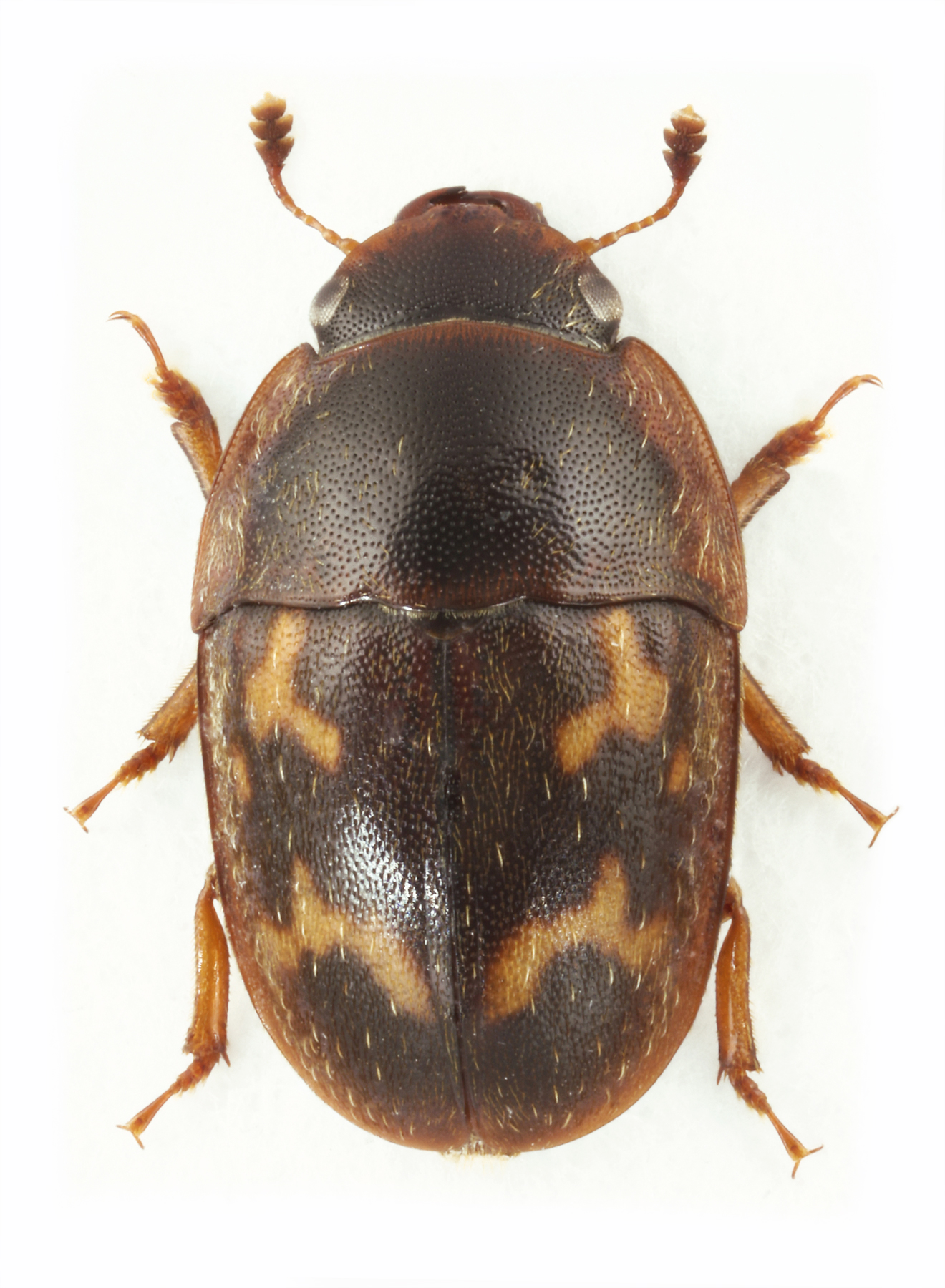
Cryptarcha strigata

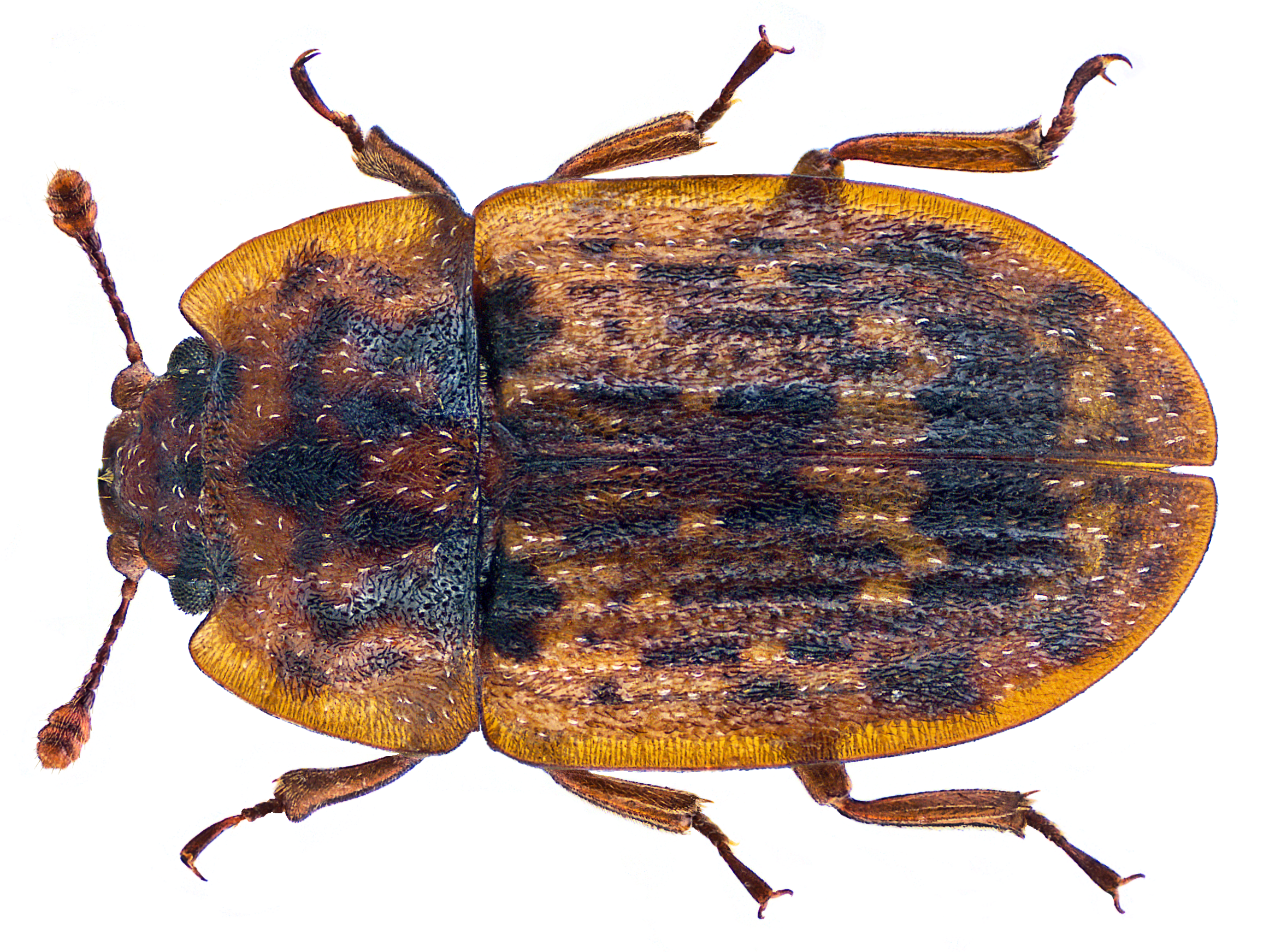
Soronia grisea

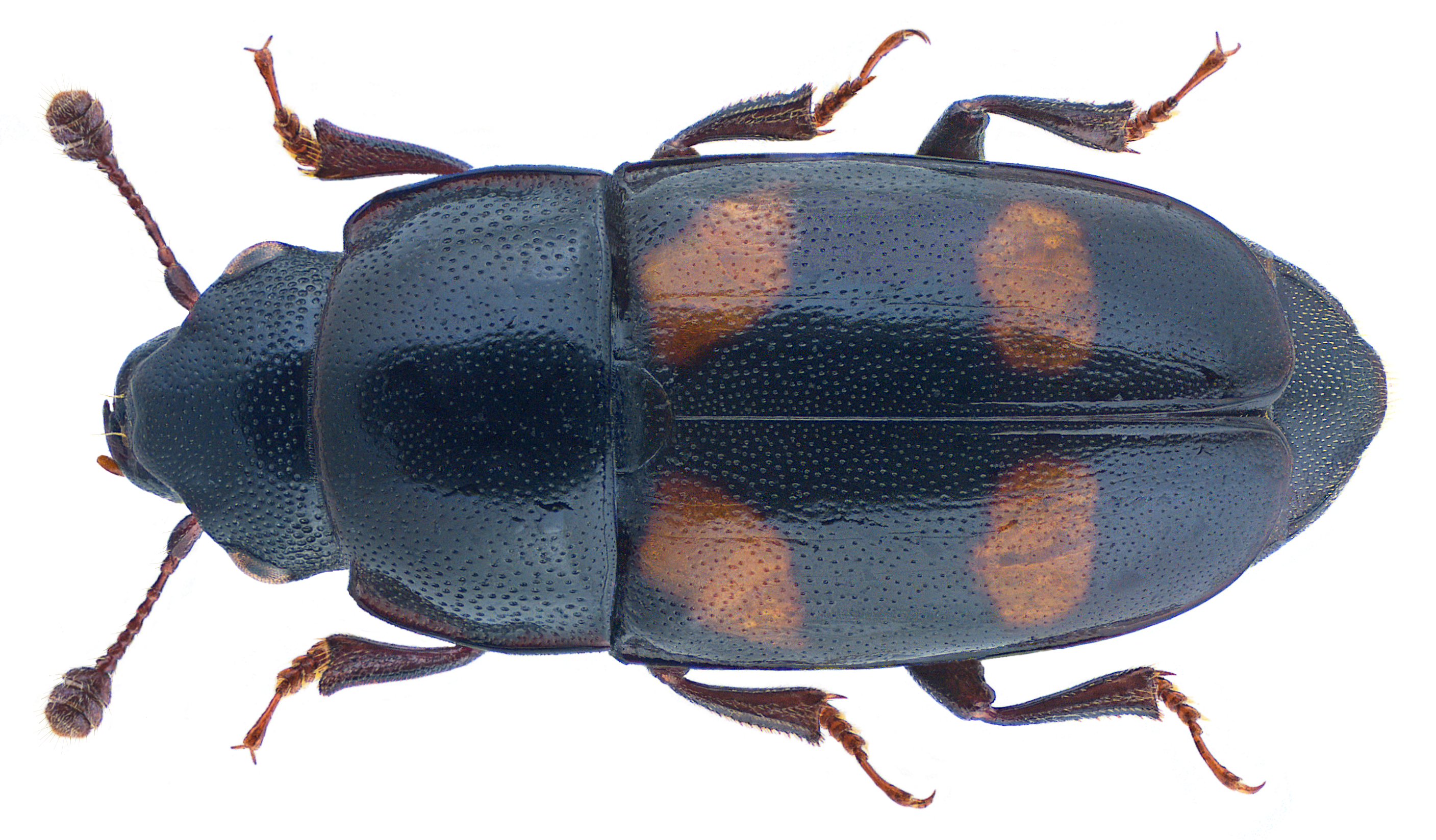
Urazek leśny

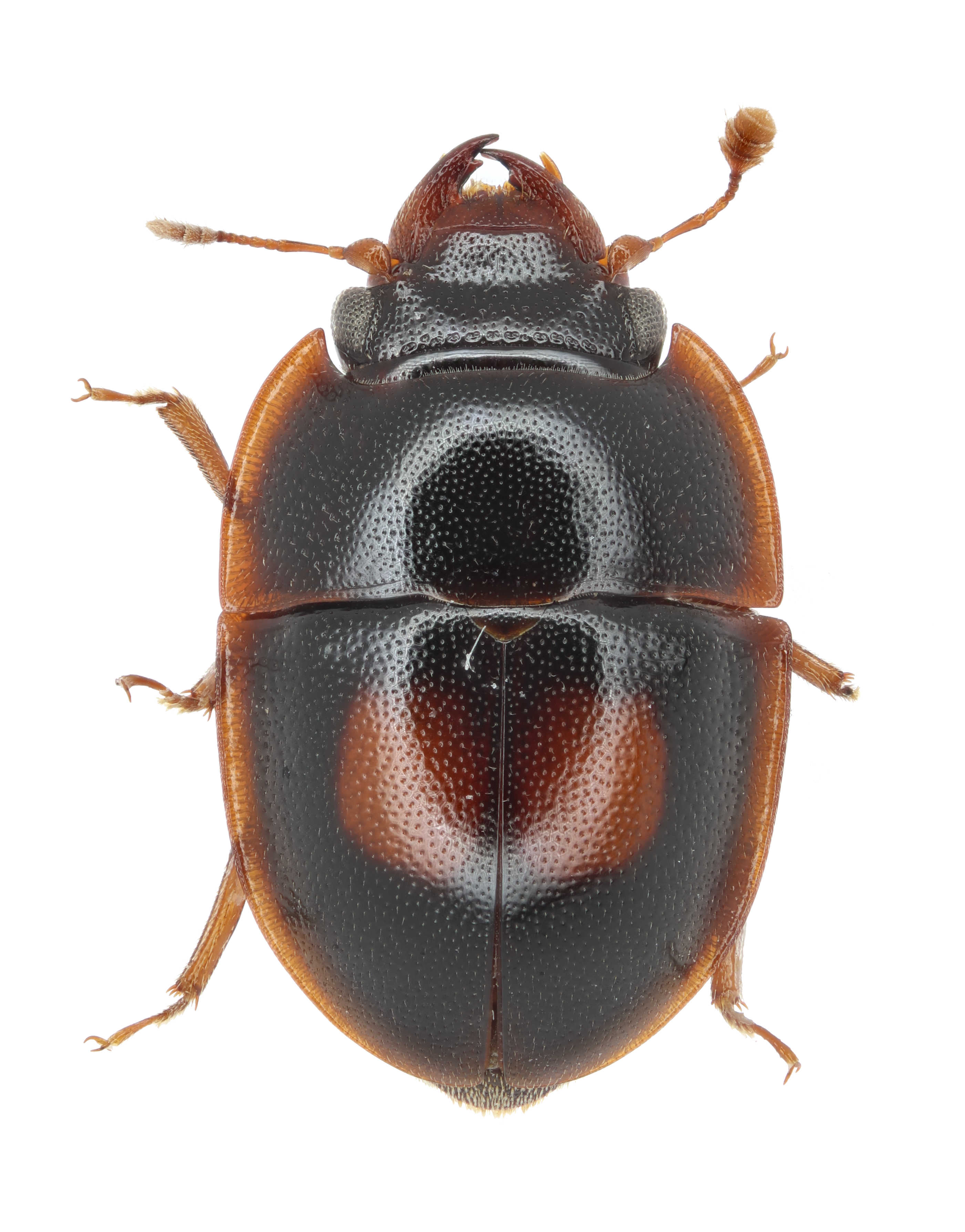
Prometopia binotata

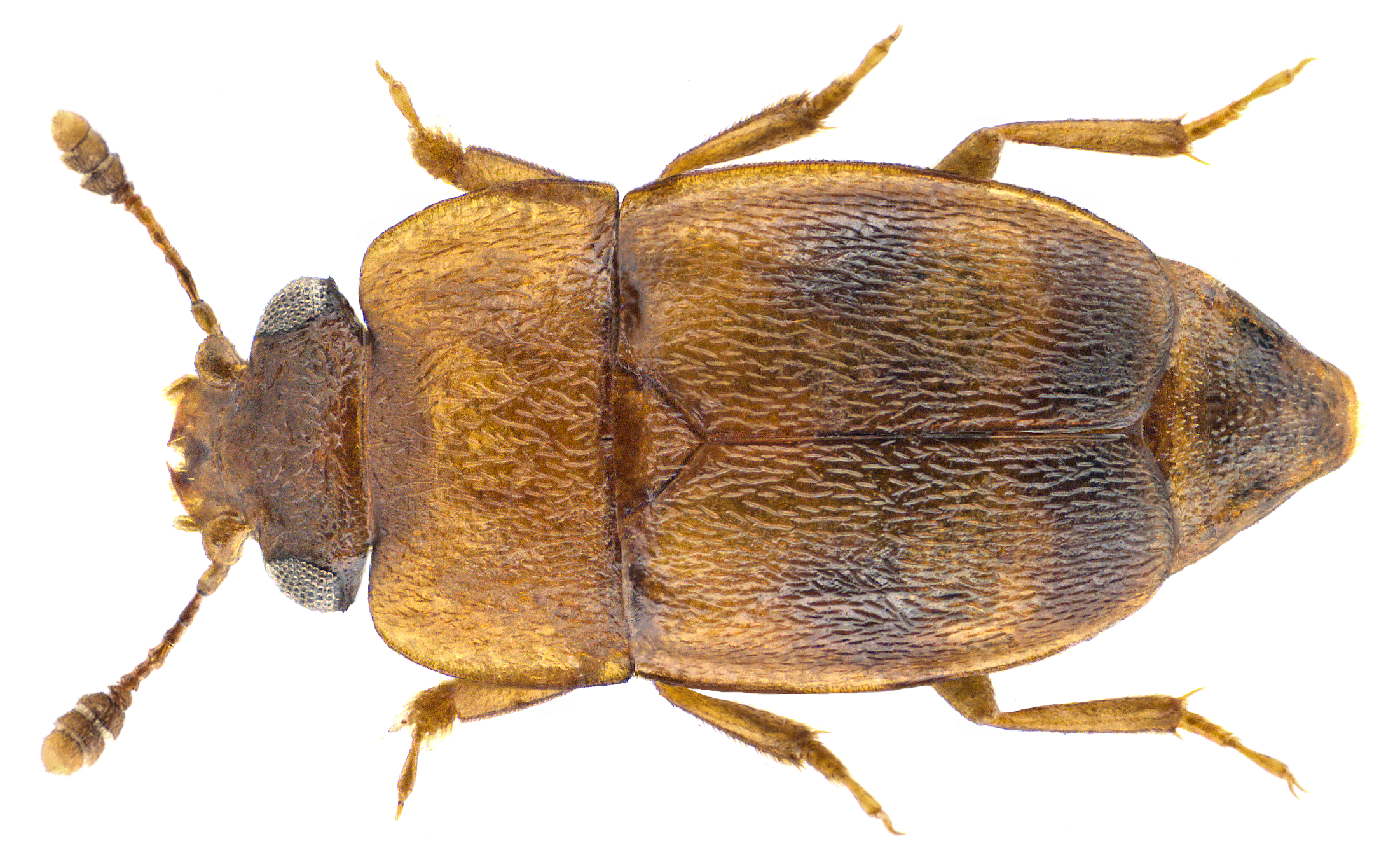
Epuraea ocularis

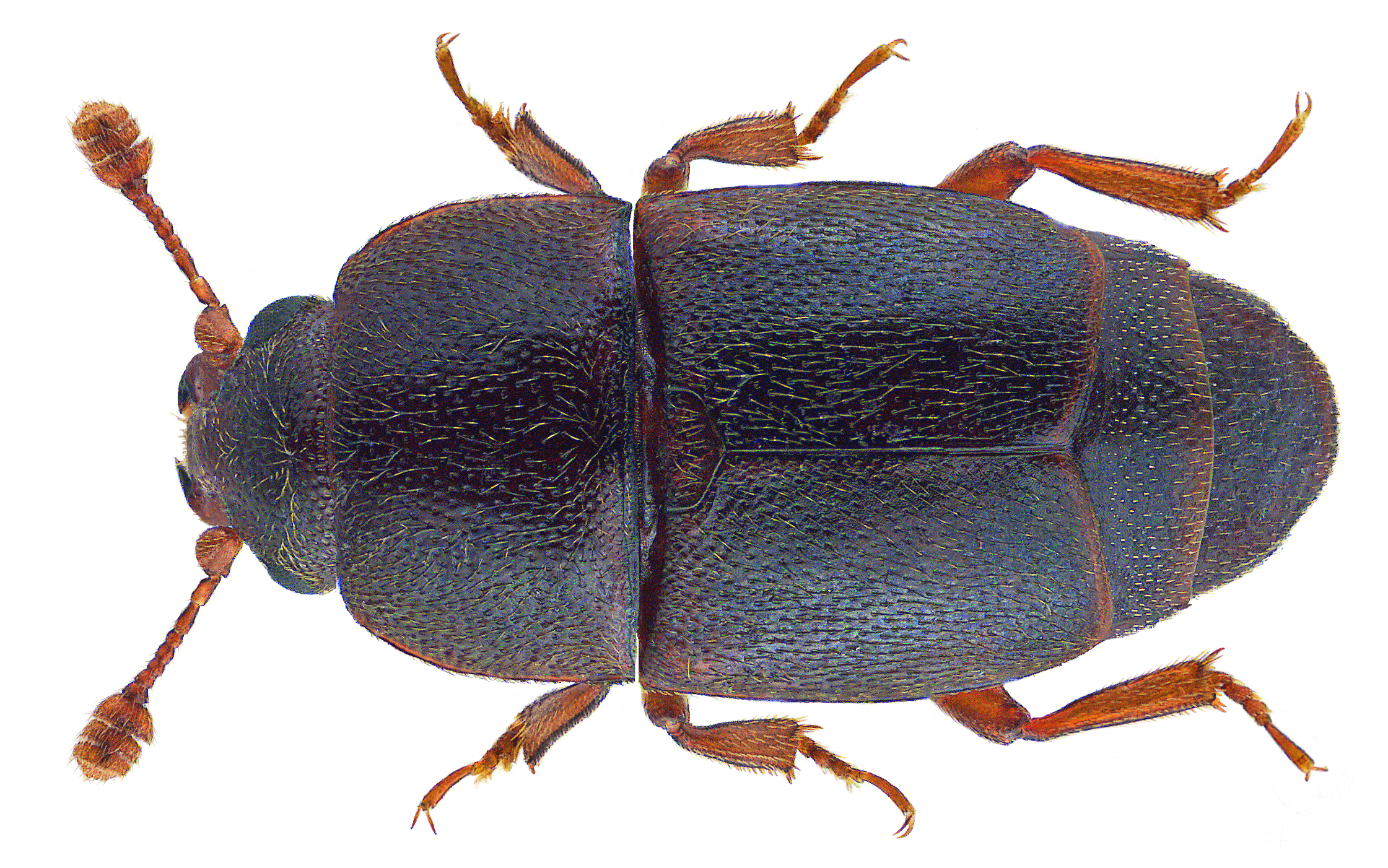
Carpophilus marginellus

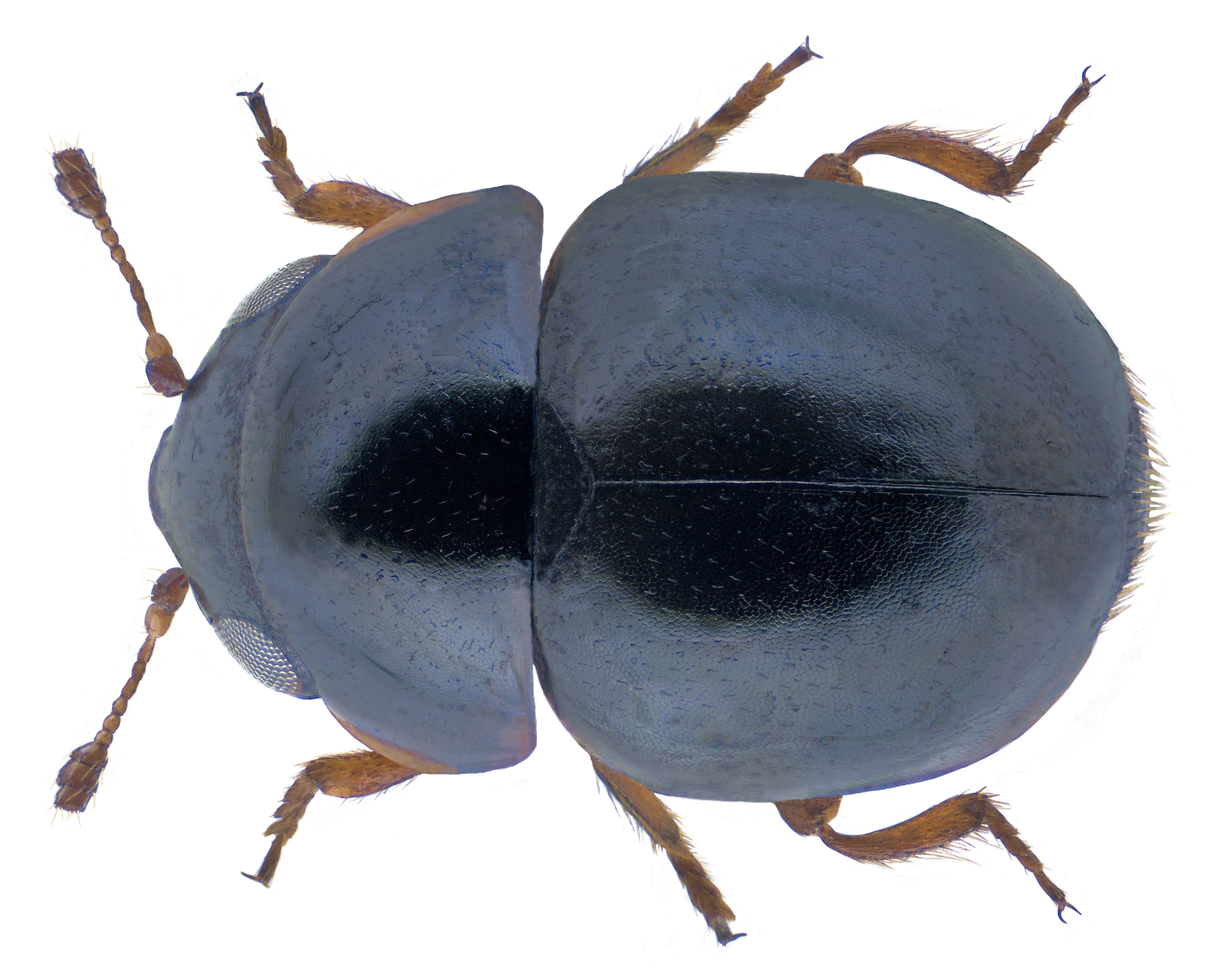
Cybocephalus fodori

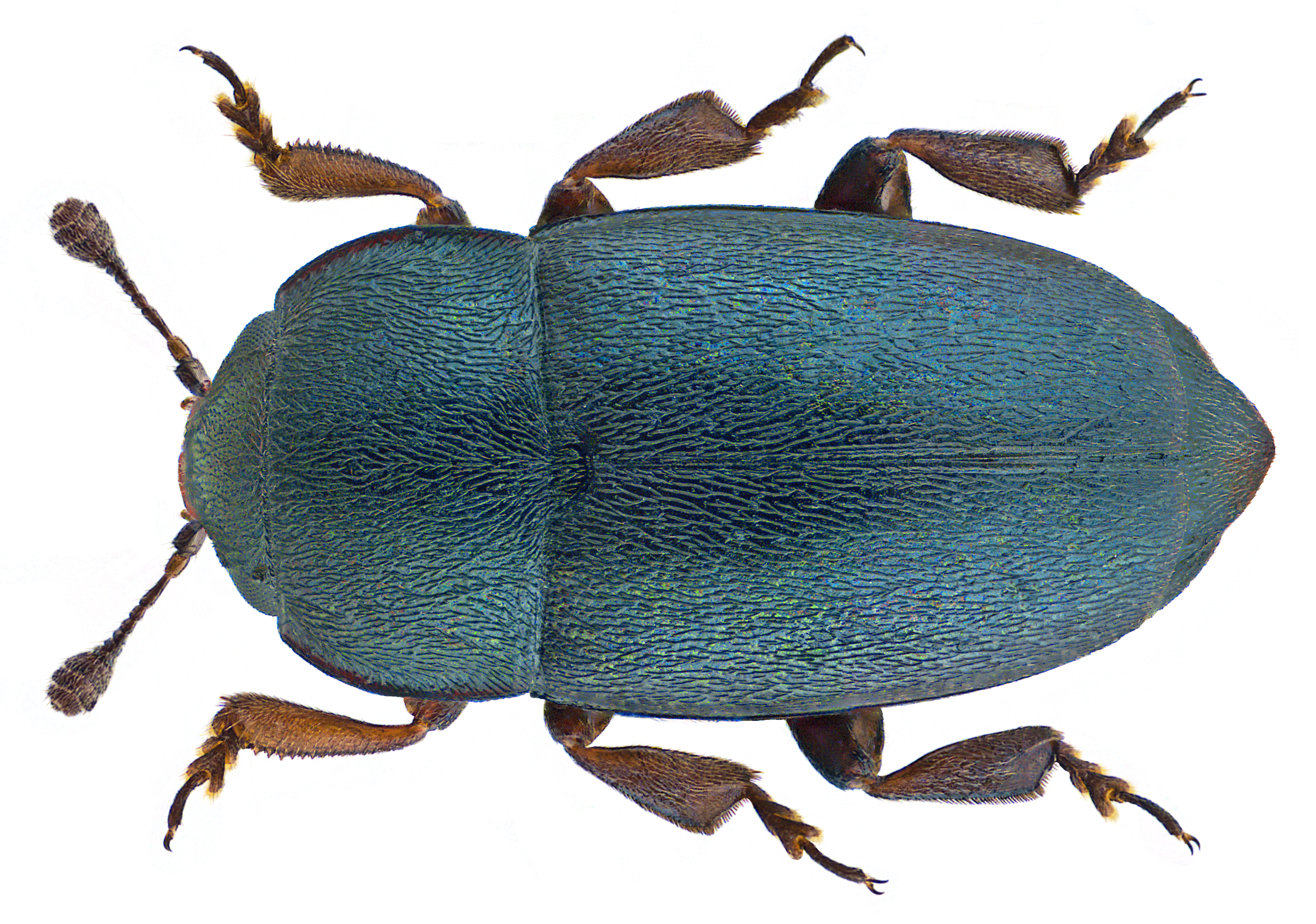
Słodyszek rzepakowiec (Meligethes aeneus)

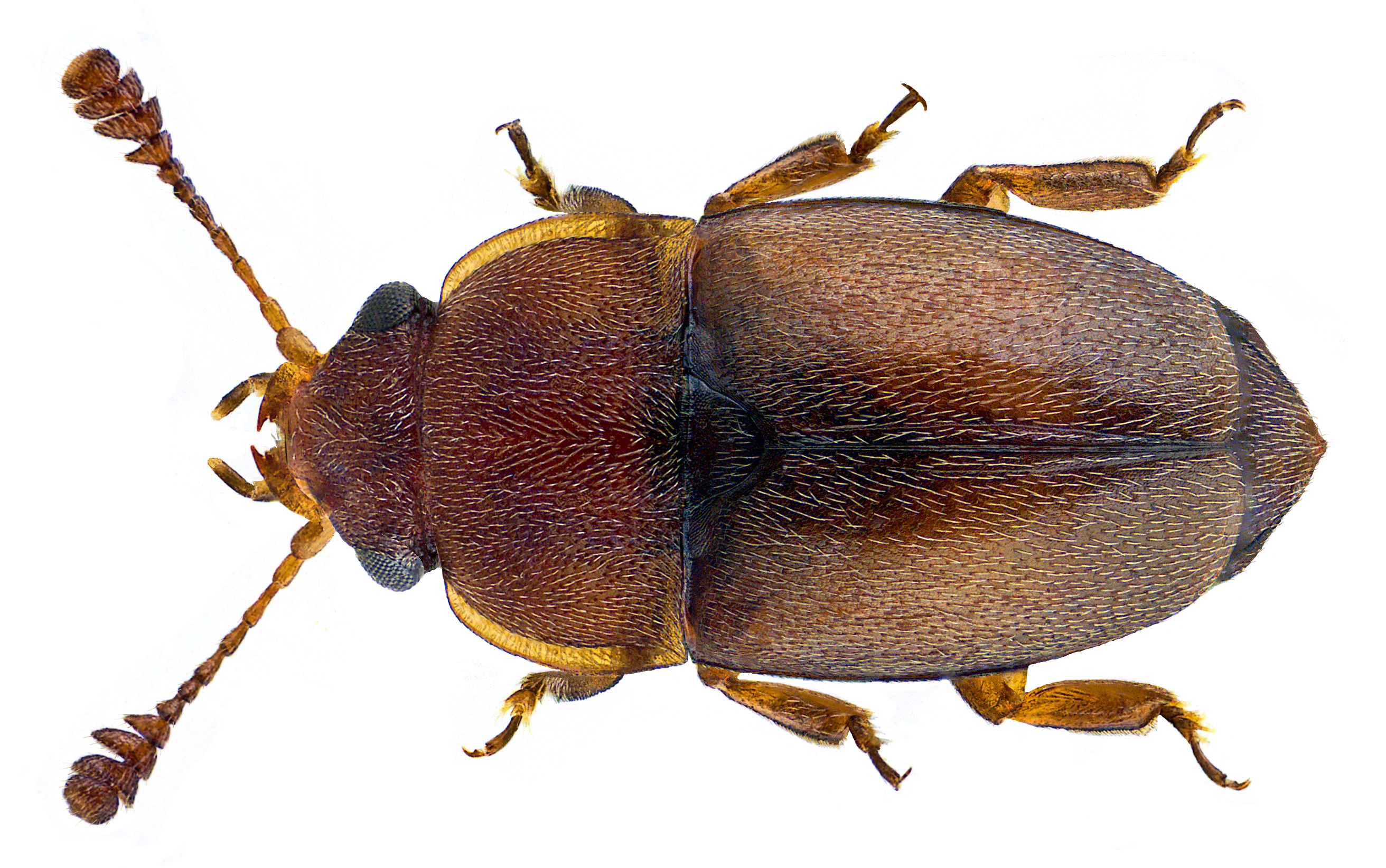
Pria dulcamarae

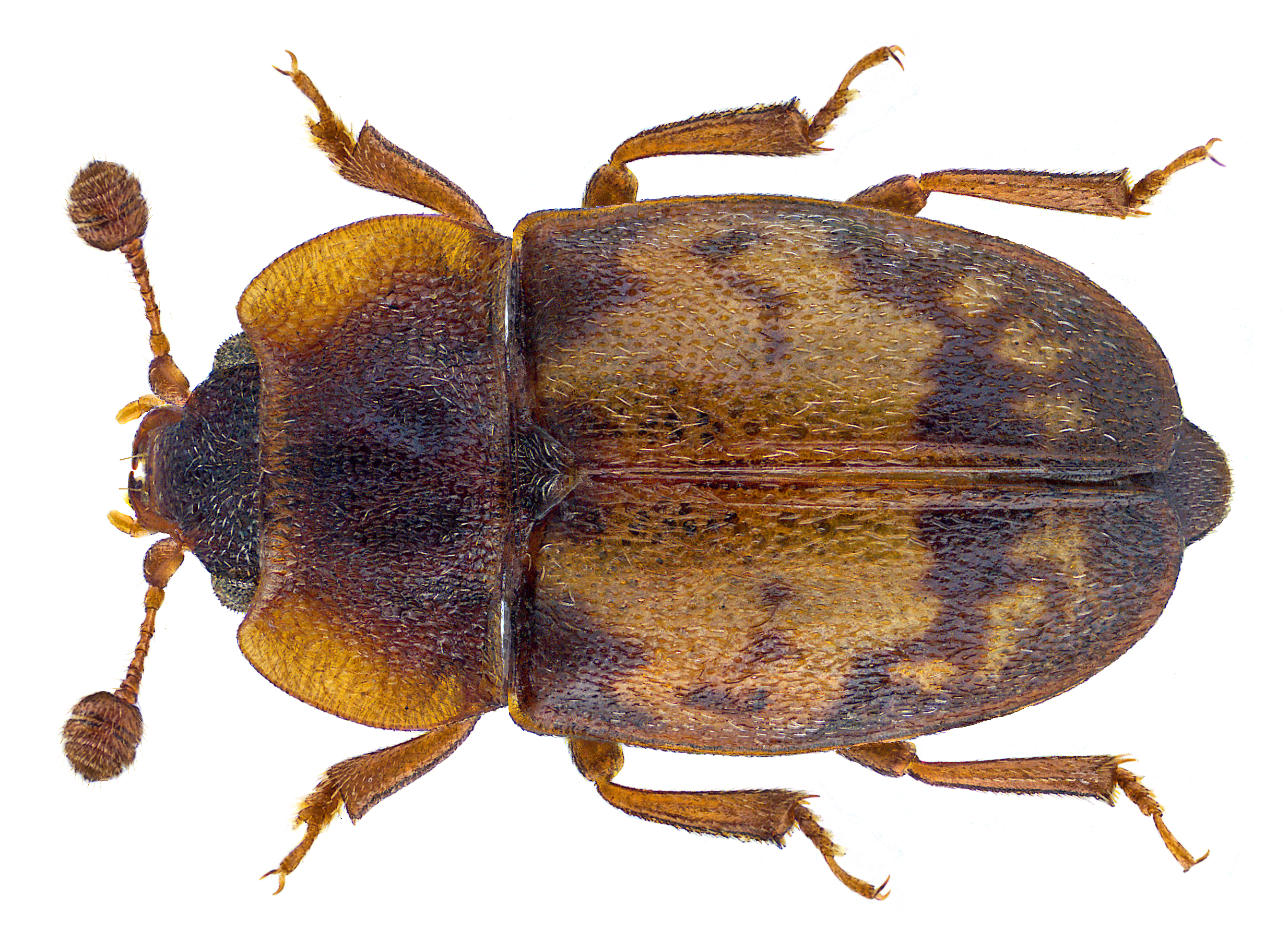
Omosita discoidea

Łyszczynkowate (Nitidulidae) – rodzina chrząszczy z podrzędu wielożernych.

## Zasięg występowania
Przedstawiciele łyszczynkowatych występują na całym świecie.
W Polsce stwierdzono 125 gatunków.

## Budowa ciała
Osiągają 0,9–15 mm długości. Ciało wydłużone bądź owalne w zarysie, wygrzbiecone lub spłaszczone. Pokrywy zazwyczaj skrócone, odsłaniają 1–3 tylne segmenty odwłoka; u niektórych rodzajów pokrywy w pełni rozwinięte. Głowa nie jest zakryta w widoku od góry. Brzegi przedplecza zwykle są rozszerzone i cienkie. Na brzusznej stronie przedtułowia znajduje się wyrostek, pomiędzy biodrami przednich par nóg. Powierzchnia grzbietowa punktowana, pokrywy zazwyczaj gładkie, choć u niektórych rodzajów żeberkowane. Czułki składają się z 11 segmentów, ostatnie 3 (czasami 2) tworzą buławkę. Stopa zwykle składa się z 5 segmentów we wszystkich parach odnóży, rzadziej z 4. Czwarty tarsomer jest zredukowany, zaś piąty – najdłuższy.
Ubarwienie ciała zazwyczaj ciemnie, czarne lub brunatne, czasami z czerwonymi bądź żółtymi plamkami.

## Biologia i ekologia
Większość gatunków jest saprofagiczna lub mykofagiczna. Inne są związane z kwiatami, padliną (np. Nitidula, Omosita) gniazdami pszczół (np. Aethina tumida) lub mrówek (np. Amphotis) bądź zmagazynowaną żywnością (np. niektórzy przedstawiciele rodzaju Carpophilus). Larwy niektórych grup są drapieżnikami, żerując zwłaszcza na larwach korników, larwy z rodzaju Cybocephalus żerują na czerwcach.

## Systematyka
Do zgniotkowatych zaliczanych jest około 4500 gatunków zgrupowanych w 350 rodzajach.
Podział systematyczny:

- Podrodzina Calonecrinae
  - Calonecrus
- Podrodzina Maynipeplinae
  - Maynipeplus
- Podrodzina Epuraeinae
  - Crepuraea
  - Epanuraea
  - socznik (Epuraea)
  - Grouvellia
  - Mystronoma
  - Amedanyraea
  - Amystrops
  - Parepuraea
  - Ceratomedia
  - Trimenus
  - Ecnomaeus
  - Platychorina
  - Baloghmena
  - Stauromenus
  - Taenioncus
  - Raspinotus
  - Taeniolinus
  - Carpocryraea
  - Csiromenus
  - Eutaenioncus
- Podrodzina Carpophilinae
  - Procarpophilus
  - Carpophilus
  - Nitops
  - Ctilodes
  - Loriarulus
  - Vulpixenus
  - Urophorus
- Podrodzina Amphicrossinae
  - Amphicrossus
- Podrodzina Meligethinae
  - †Melipriopsis
  - Meligethinus
  - Pria
  - Microporodes
  - Anthystrix
  - Micropria
  - Metapria
  - Cyclogethes
  - Cryptarchopria
  - Microporum
  - Cornutopria
  - Meligethes
  - Restiopria
- Podrodzina Nitidulinae
  - Nitidula
  - Omosita
  - lizaczka (Soronia)
  - †Microsoronia
  - Lobiopa
  - Omosiphila
  - Temnoracta
  - Hisparonia
  - Ornosia
  - Pleoronia
  - Amphotis
  - Macleayania
  - Sebastianiella
  - Annachramus
  - Stenoronia
  - Prometopia
  - Cacconia
  - Axyra
  - Megauchenia
  - Tetrisus
  - Megaucheniodes
  - Taraphia
  - Pseudoplatychora
  - Ipidia
  - Platychora
  - Taracta
  - Psilotus
  - Perilopa
  - Stelidota
  - Phenolia
  - Gaulodes
  - Ussuriphia
  - Ostomarch
  - Epuraeopsis
  - Perilopsis
  - Cratonura
  - Psilonitidula
  - Lasiodactylus
  - Neopocadius
  - Australaethina
  - Aethina
  - Anister
  - †Omositoidea
  - Atarphia
  - Hebasculinus
  - Hebascus
  - Neohebascus
  - Hyleopocadius
  - Kryzhanovskiella
  - Niliodes
  - Physoronia
  - Pocadites
  - Pocadius
  - Tagmolycra
  - Parapocadius
  - Bolivitoxus
  - Pleuroneces
  - Thalycra
  - Pseudothalycra
  - Quadrifrons
  - Neothalycra
  - Thalycrinella
  - Pocadionta
  - Thalycrodes
  - Rixerodes
  - Australycra
  - Pocadiolycra
  - †Cychramites
  - Cychramus
  - Xenostrongylus
  - Oxystrongylus
  - Kirejtshukostrongylus
  - Axychramus
  - Ceratochramus
  - Mystrops
  - Anthepurops
  - Anthocorcina
  - Platychorodes
  - Cychrocephalus
  - Nitidulora
  - Palaeocorcina
  - Palmostrops
  - †Cyllolithus
  - Somatoxus
  - Cyclocaccus
  - Camptodes
  - Meoncerus
  - Apsectochilus
  - Lordyrops
  - Carinocyllodes
  - wyciążek (Cyllodes)
  - Eusphaerius
  - Viettherchnus
  - Ceramphosia
  - Camptomorphus
  - Pallodes
  - Coxollodes
  - Neopallodes
  - Cyllodesus
  - Oxycnemus
  - Eugoniopus
  - Psilopyga
  - Interfaxia
  - Triacanus
  - Monafricus
  - Gymnocychramus
  - Pycnocnemus
  - Arborotubus
  - Cychramptodes
  - Gonoglypha
  - Miskoramus
  - Cylindroramus
  - Lawrencerosus
  - Krakingus
  - Koryaga
  - Koryaginus
- Podrodzina Cillaeinae
  - Gonioryctus
  - Orthostolus
  - Apetasimus
  - Eupetinus
  - Prosopeus
  - Cillaeopeplus
  - Colopterus
  - Colopterus
  - Cyllopodes
  - Grammorus
  - Grouvellepeplus
  - Brachypeplus
  - Leiopeplus
  - Idosoronia
  - Teloconus
  - Tokocillaeus
  - Onicotis
  - Campsopyga
  - Cillaeus
  - Brittonema
  - Cillaeopsis
  - Halepopeplus
  - Liparopeplus
  - Halepopeplus
  - Adocinus
  - Platynema
  - Ithyphenes
  - Macrostola
  - Macrostolops
  - Conotelus
- Podrodzina Cryptarchinae
  - Cnips
  - Cnipsarcha
  - schowka (Cryptarcha)
  - Homepura
  - Kaszabena
  - Paromia
  - Paromidia
  - Pityophagus
  - urazek (Glischrochilus)
  - Platyarcha
  - Amlearcha
  - Ceratarhina
  - Arhina
  - Arhinella
  - Eucalosphaera
- Podrodzina Cybocephalinae
  - Cybocephalus
  - Pycnocephalus
  - Hierronius
  - Pastillodes
  - Taxicephomerus
  - Horadion
  - Pastillus
  - †Endrodiellus
  - Pastillocenicus
- incertae sedis
  - †Miophenolia
  - †Oligamphotis
  - Prioschema